# 真山美保
真山 美保（眞山 美保、まやま みほ、1922年7月30日 - 2006年3月12日）は、劇作家、演出家。新歌舞伎で著名な劇作家真山青果の長女。本名は美保子。東京都出身。夫は俳優の槙村浩吉。孫（養子・真山正治の養子であり、血はつながっていない）の眞山蘭里（らんり）は、美保死去後の新制作座の理事長。
新制作座文化センター主宰（理事長）。日本演出家協会・国際演劇協会日本センター会員。
東京文化会館及び東京芸術劇場の運営審議委員。文部省・視学委員であった。

## 略歴
1943年日本女子大学国文科卒。1943年に晩年の父と離反し、女優として前進座に入団。1947年新協劇団に転じ、1950年、槙村浩吉らと劇団新制作座を設立。東京中心主義の新劇が見落していた地方に目を向け、地方の小都市や農村漁村を巡回。プロレタリア演劇風の作品のほか、青果作品も上演した。
1952年、初の戯曲となる「泥かぶら」で脚本・演出・主演を兼ね、文部大臣奨励賞を受けた。同作は海外での公演含め1万回以上公演を誇る。1954年「市川馬五郎一座顛末記」を執筆（『浮草日記』として映画化）。1959年に第7回菊池寛賞（新劇の大衆化、特に文化に恵まれぬ地方公演の成果）を受賞した。
1963年、八王子市に新制作座文化センターを建設。新制作座フェスティバル（歌と踊りとマイムを演劇的に構成・演出した）を持ってアジアや南米各地でも巡演した。他の作品に「鳶の巣村快挙録」「野盗風の中を走る」など。
1982年から2001年まで歌舞伎関係者を対象に真山青果賞を運営した。1988年2月に第4回東京都文化賞を受賞（全国各地の公演と国際文化交流への貢献）した。1992年、中国公演総演出作品「京劇坂本龍馬」に関わる。
2006年、老衰のために死去。享年83歳。
著書に『日本中が私の劇場』などがあり、1973年以降は「元禄忠臣蔵」「江戸城総攻」など、父・青果作品を積極的に公演した。

## 映画化された作品
- 1954 陽のあたる家 　松竹大船
- 1955 浮草日記 　山本プロ＝俳優座
- 1957 倖せは俺等のねがい 　日活
- 1961 野盗風の中を走る 　東宝

## 著書
- 「日本中が私の劇場」平凡社 1957 (人間の記録双書)。有紀書房 1961
- 「泥かぶら」原作、くすのきしげのり 文、伊藤秀男 絵 瑞雲舎 2012